# 小野清一郎
小野 清一郎（おの せいいちろう、1891年（明治24年）1月10日 - 1986年（昭和61年）3月9日）は、日本の法学者・弁護士。専門は、刑法・刑事訴訟法・法哲学。学位は、法学博士。東京大学名誉教授。法務省特別顧問。日本学士院会員。勲一等瑞宝章・文化勲章受章者。岩手県盛岡市出身。盛岡小野組の一族である。
仏教の影響を受け、客観主義の法哲学・刑法理論を展開し、大場茂馬以来の後期旧派理論を継承する。戦後の刑法学会に多大な影響を与えた。東京裁判では海軍側被告人の弁護人をつとめた。親鸞に造詣の深い仏教研究者でもあった。

## 来歴
盛岡市で生まれる。盛岡中学校（盛岡一高の前身）卒業後、一高（東京大学教養学部の前身）独法科を首席で卒業。1917年（大正6年）東京帝国大学法科大学独法科を首席で卒業。在学中に島地大等、多田鼎、近角常観に聴聞する。1919年（大正8年）補東京地方裁判所検事の検事職、予備検事であったところ、久札田益喜や岸井寿郎と共に司法官補に任命される。東京帝国大学法科大学助教授を兼ねる。1922年（大正11年）東京帝国大学法学部教授。1933年（昭和8年）法学博士（東京帝国大学）。博士論文は「刑法に於ける名誉の保護」。
1946年（昭和21年）公職追放により免官、教職不適格教授指定（〜1952年）。1951年（昭和26年）追放解除。1947年（昭和22年）弁護士登録し、1955年（昭和30年）東京第一弁護士会会長。1956年から1980年まで（昭和31年〜55年）法務省特別顧問として刑法改正準備会会長。1957年から1977年まで（昭和32年〜52年）愛知学院大学教授。1958年（昭和33年）東京大学名誉教授、日本学士院会員。1965年（昭和40年）勲一等瑞宝章受章。1972年（昭和47年）岩手県出身者として3人目の文化勲章受章。
1986年（昭和61年）死去。贈正三位（没時叙位）、贈勲一等旭日大綬章（没時陞勲）。

## 学説
東京帝国大学在学中に、主観的犯罪論にたつ牧野英一から教えを受ける。しかし客観主義的犯罪論をめぐって、牧野とは後に激しく対立した。
その刑法学説では、京都学派の瀧川幸辰と同時期に、ドイツ刑法学における構成要件の理論を日本に初めて紹介し、犯罪を構成要件に該当する違法有責な行為であるとする現在の刑法学の基礎を築いた。
小野は犯罪論における「後期旧派」の立場から、犯罪の本質は応報としての道義的責任であり、かかる道義的な義務に違反することを違法性、国民の道義的な観念に基づく犯罪行為を類型化したものを構成要件とする。滝川が前期旧派の立場から構成要件の犯罪限定機能を重視したのに対し、小野の構成要件理論においては、構成要件は違法及び責任と質的に異なるものではなく、行為を全体的に観察することによって構成要件該当性を認めることができるとみなし、犯罪限定機能を有しなかった。
小野は違法性の実質については規範違反説をとり、後に瀧川が改説して法益侵害説をとると、これを厳しく批判して対立した。これが滝川説が自由主義的であるとして批判される発端となった（滝川事件）。小野は、規範違反の内容を国家的法秩序違反としていたため、戦前の全体主義的な流れに抗することができなかった。このことが戦後問題となり、公職追放となる。小野の刑法理論は、戦後弟子の団藤重光によって受け継がれ復権をとげることになるが、小野が規範に構成要件理論によって外面性保持を与えていた点は、人格的責任論により規範の実証性から法哲学的な解釈性へと転換が図られた。小野以前の規範論は裁判規範の意味合いが強く、現下の社会性が保持されていた。団藤以降のそれは行為規範の意味合いが強く、客観的外面性保持のために新たに定型の概念が用いられた。団藤の行為規範への考察がその後の可罰的違法性論の展開へと繋がることになる。なお規範と社会規範が意味するものは学説・諸家によってニュアンスが異なっていたり、区別がされなかったりする場合もあることに注意を要する。
また小野は刑事訴訟法学説において、構成要件は違法有責類型であるから、検察官が構成要件に該当することを立証すれば、被告人は違法有責でないことを立証しなければならないとして立証責任を転換し、構成要件と刑事訴訟法における公訴事実を同じものであるとした。
名誉棄損罪に関する学説も多く出版している。

## 著述

### 著書
- 『犯罪の時及び所』　有斐閣、1923年
- 『刑事訴訟法講義』　有斐閣、1922–24年
- 『仏教と現代思想』　大雄閣、1926年
- 『刑事訴訟法判例研究』　弘文堂書房、1927年
- 『刑法講義　各論』　有斐閣、1928年
- 『法理学と「文化」の概念、同時に現代ドイツ法理学の批評的研究』　有斐閣、1928年
- 『犯罪構成要件充足の理論』　有斐閣、1928年
- 『刑事訴訟法』　有斐閣、1928年
- 『法律思想史概説』　日本評論社（社会科学叢書）、1929年
- 『社会理想としての「浄土」』　大雄閣、1929年
- 『刑の執行猶予と有罪判決の宣告猶予』　有斐閣、1931年
- 『宗教肯定の論理』　大雄閣、1932年
- 『刑法講義　総論』　有斐閣、1932年
- 『刑事訴訟法講義』　有斐閣、1933年
- 『中華民国刑法　総則』　中央大学、1933年
- 『刑法に於ける名誉の保護　刑事法論集』　有斐閣、1934、新版1970年
- 『刑事法論集』第1‐3巻 　有斐閣　1934年
- 『刑事訴訟法講義』　有斐閣、1937年
- 『法学評論』上下 　弘文堂、1938–39年
  - 「ヘーゲル主義的法律哲学 — Julius Binder, Grundlegung zur Rechtsphilosophie（1935）｣。NDLJP:1268429/38
- 『日本法学の樹立　附・東亜の新なる法律理念』　日本法理叢書・日本法理研究会、1942年
- 『日本法理の自覚的展開』　有斐閣、1942年
- 『新刑事訴訟法概論』　法文社、1948年
- 『本邦犯罪現象の認識　犯罪学的研究』　喜久屋書店、1949年
- 『犯罪構成要件の理論』　有斐閣、1953年、新版1983年
- 『歎異抄講話』　河出書房、1956年、新版大法輪閣、1975年
- 『法学概論』　法文社、1958年
- 『法律思想史概説』　一粒社、1961年
- 『不滅の親鸞』　百華苑、1967年
- 『刑法と法哲学』　有斐閣、1971年

### 編書・共著書・共編著
- 『教材刑事訴訟記録』　小野清一郎 編、有斐閣、1927年
- 『教材刑事判例』　小野清一郎 編、有斐閣、1928年
- 『特輯六法全書　現行法令条約集』　小野清一郎・佐藤竜馬 共編、三省堂、1935年
- 『刑事判例』　有斐閣、1936年
- 『日本仏教の歴史と理念』　小野清一郎・花山信勝 共編、明治書院、1940年
- 『中華民国刑事訴訟法』　小野清一郎・団藤重光 共編、中央大学、1938–40年
- 『刑事法規集』第1巻 　小野清一郎 編、日本評論社、1944年
- 『中華民国法院組織法』　小野清一郎・団藤重光 共編、有斐閣、1945年
- 『仏教聖典』　小野清一郎 編、大東出版社、1947年
- 『六法全書』　小野清一郎・末弘厳太郎 共編、法文社、1949年、のち中川善之助共編
- 『刑事新判例』　小野清一郎 編、有斐閣、1952年
- 『日本仏教の歴史と理念』　小野清一郎・花山信勝 共著、明治書院、1957年
- 『刑事訴訟法基本判例集』　小野清一郎・小野慶二 共編、一粒社、1964年
- 『監獄法』　小野清一郎・朝倉京一 共著、有斐閣、1965年

### 翻訳
- 『法の一般的な歴史』　ヨゼフ・コーレル著、日本評論新社、1953年

### 論文
- 『中華民国　刑法　刑事訴訟法』、司法省調査課編『司法資料』第202号。司法省調査課、1935年
- 『判例から見た新聞による名譽棄損』、日本新聞協会編『新聞の責任 : 名誉棄損を中心として』p23-33。岩波書店、1956年

### 記念論集
- 『刑事法の理論と現実』第1-2 　小野清一郎博士還暦記念出版、有斐閣、1951年